# Lou Lopez Sénéchal
Lou Lopez Sénéchal (ur. 12 maja 1998 w Guadalajarze) – francusko-meksykańska koszykarka występująca na pozycjach rzucającej lub niskiej skrzydłowej, reprezentantka Francji, od 2024 zawodniczka Hozono Global Jairis, a w okresie letnim Dallas Wings w WNBA.

## Osiągnięcia
Stan na 12 marca 2024, na podstawie, o ile nie zaznaczono inaczej.

### NCAA
- Uczestniczka rozgrywek:
  - Sweet 16 turnieju NCAA (2023)
  - turnieju NCAA (2022)
- Mistrzyni:
  - turnieju konferencji:
    - Metro Atlantic Athletic (MAAC – 2022)
    - Big East (2023)

  - sezonu zasadniczego:
    - MAAC (2022)
    - Big East (2023)
- Koszykarka roku konferencji MAAC (2022)
- MVP turnieju konferencji MAAC (2022)
- Debiutantka roku konferencji MAAC (2019)
- Zaliczona do I składu:
  - MAAC (2020–2022)
  - Big East (2023)
  - najlepszych pierwszorocznych zawodniczek MAAC (2019)
  - WBCA All-Region (2023)
  - All-Met First Team (2021, 2022)
  - MAAC All-Academic (2020–2022)
  - turnieju:
    - NCAA Seattle Regional 3 (2023)
    - Big East (2023)
- Liderka konferencji:
  - MAAC w:
    - średniej punktów (2022 – 19,5)
    - liczbie:
      - punktów (2022 – 604)
      - celnych rzutów z gry (2022 – 231)

    - skuteczności rzutów z gry (2021 – 42,4 %)

  - Big East w:
    - skuteczności rzutów za 3 punkty (2023 – 44 %)

### Reprezentacja
- Uczestniczka kwalifikacji do Eurobasketu (2023/2024)